# 政治人類学
政治人類学（せいじじんるいがく）とは、社会構造の基盤に注目して政治制度の構造を研究する人類学の領域である。